# Batman: Arkham City
Batman: Arkham City es un videojuego de acción y aventura de mundo abierto desarrollado por Rocksteady Studios y publicado por Warner Bros. Interactive Entertainment. Basado en el superhéroe de DC Comics Batman, es la secuela del videojuego de 2009 Batman: Arkham Asylum y la segunda entrega de la serie Batman: Arkham. Escrito por el veterano guionista de Batman Paul Dini con Paul Crocker y Sefton Hill, Arkham City se inspira en los mitos del cómic. En el argumento principal, Batman es encarcelado en Arkham City, una superprisión que encierra los decadentes barrios bajos de la ficticia Gotham City. Debe descubrir el secreto de un siniestro plan orquestado por el director de la prisión, el Dr. Hugo Strange.
El título se presenta desde la perspectiva de la tercera persona y se centra principalmente en las habilidades de combate y sigilo del personaje, sus habilidades detectivescas y los artilugios que puede utilizar tanto en el combate como en la exploración. Se puede moverse libremente por la prisión de Arkham City, interactuar con los personajes y realizar misiones, y desbloquear nuevas zonas al progresar en la historia principal o al obtener nuevo equipo. El jugador puede completar misiones secundarias fuera de la historia principal para desbloquear contenido adicional y objetos coleccionables. Catwoman, la aliada de Batman, es otro personaje jugable que cuenta con su propia campaña paralela a la trama principal.
Rocksteady concibió ideas para una secuela mientras desarrollaba Arkham Asylum, y comenzó la producción serio de la historia de Arkham City en febrero de 2009. Ocupa cinco veces más espacio virtual que Arkham Asylum, y el diseño de la ciudad se modificó para dar cabida a la capacidad de Batman de volar en picado y planear. Se invirtieron más de un año y diez millones de dólares en la campaña de mercadotecnia, y su lanzamiento vino acompañado de dos álbumes de música: uno con la partitura y otro con once canciones originales inspiradas en el juego de varios artistas de renombre. Ha vendido más de 12,5 millones de unidades y ha generado más de 600 millones de dólares en ingresos.
Arkham City salió a la venta en todo el mundo para las consolas de videojuegos PlayStation 3 y Xbox 360 en octubre de 2011, seguida de una versión para Microsoft Windows un mes después. Recibió elogios de la crítica, sobre todo por su narrativa, sus personajes, el diseño del mundo, la banda sonora y las habilidades de combate y navegación de Batman. Empató con The Elder Scrolls V: Skyrim como la entrega mejor valorada de 2011 según el agregador de reseñas Metacritic, y recibió varios premios de medios de comunicación, entre ellos los de Juego del Año, Mejor de Acción, Mejor de Acción y Aventura, Mejor de Aventura y Mejor Banda Sonora Original. Al igual que su predecesor, está considerado uno de los mejores videojuegos de la historia. 
En diciembre se lanzó un juego para móviles derivado, Batman: Arkham City Lockdown. Arkham City recibió una «Edición Juego del Año» en mayo de 2012. Las versiones para Wii U y OS X en noviembre y diciembre de 2012, respectivamente; y una versión remasterizada para PlayStation 4 y Xbox One en octubre de 2016. En 2023 se estrenó una versión para Nintendo Switch. En octubre de 2013 debutó una precuela de la serie, Batman: Arkham Origins, y en junio de 2015 una secuela narrativa, Batman: Arkham Knight.

## Sistema de juego
Batman: Arkham City es un videojuego de acción y aventura en mundo abierto que incorpora tácticas de los juegos de sigilo. Se presenta desde la perspectiva en tercera persona, mostrar al personaje jugable en pantalla y permitir que la cámara gire libremente a su alrededor. Se desarrolla en Arkham City, que está abierta desde el principio, permitiéndole viajar libremente a cualquier lugar dentro de sus límites. Se puede moverse en silencio a lo largo, usando una combinación de dispositivos y movimientos sigilosos para acercarse sigilosamente a los enemigos e incapacitarlos. Batman puede usar su capa para deslizarse por la ciudad, sumergirse hacia abajo y descender en picado para extender su vuelo, y puede usar la cuerda retráctil de la pistola de rezón para engancharse a salientes inalcanzables. Como Batman, se puede utilizar la «Visión detective», un modo visual que resalta los elementos de interés en pantalla, como el estado de los personajes, los objetos coleccionables y las pistas; el modo también se utiliza para realizar actividades forenses como rastrear el origen de una bala de rifle de francotirador. Tiene acceso a una base de datos de criminales que incluye enigmas forenses, así como a una red para piratear frecuencias de comunicación.
Utilizar una versión mejorada del sistema de combate «Freeflow» de Arkham Asylum, se puede ahora contrarrestar múltiples golpes simultáneamente, atrapar proyectiles lanzados, atacar por aire y administrar una sucesión de golpes consecutivos. Muchos de los artilugios pueden usarse ahora en lucha. Los enemigos van armados con distintos niveles de armadura y armas; los ataques con armas básicas como bates de béisbol y tuberías de plomo infligen daños menores y pueden contrarrestarse, mientras que las pistolas infligen daños considerables. Ciertos deben ser desarmados de formas específicas antes de poder neutralizarlos en pelea: los rivales con porras aturdidoras sólo pueden ser atacados por la espalda; los con escudos requieren ataques aéreos para ser desarmados; y los que llevan armadura corporal deben ser aturdidos con golpes rápidos sucesivos antes de poder dañarlos. A los enemigos más grandes hay que hacerles frente con aturdimientos y ataques combinados, y pueden ser manipulados para acabar con sus aliados. Las disputas entre bandas aliadas de villanos rivales suelen desencadenar guerras territoriales, que complican la capacidad del jugador para moverse por Arkham City. El combate, entre otras acciones, recompensa con puntos de experiencias que le permiten subir periódicamente de nivel al protagonista y comprar mejoras para su Batitraje, sus artilugios y sus habilidades de pelea y sigilo. Cada categoría contiene aproximadamente quince mejoras diferentes. Por ejemplo, una pistola de rezón mejorada puede usarse para desarmar adversario a distancia, mientras que una mejora de combate facilita la activación de ataques especiales.
Algunos artilugios obtenidos en Batman: Arkham Asylum están presentes al comienzo de Arkham City, mientras que otros están disponibles durante el título. La mayoría de ellos tienen capacidades mejoradas o nuevas; por ejemplo, el Secuenciador Criptográfico, utilizado para piratear consolas de seguridad, también puede monitorizar canales de radio de onda corta, y el lanzacabos ahora puede desplegarse como una cuerda floja o alterar la dirección durante el vuelo. Otros objetos que regresan del primer juego son los siguientes: un batarang teledirigido; Gel explosivo que ahora puede detonarse para derribar a los rivales en pelea; y el cañón de rezón, que ahora puede utilizarse mientras se planea para facilitar el transporte. Entre los nuevos objetos del arsenal se incluyen: bomba de humo que desorientan a los oponentes y ayudan con las tácticas de sigilo; una pistola de Carga Eléctrica Remota (REC) que puede aturdirlos y encender temporalmente los motores; Granadas Freeze Blast que cubren de hielo a los objetivos y pueden lanzarse al agua para crear plataformas improvisadas; y el Disruptor, que puede desactivar a distancia cañones y minas explosivas.
Tiene una duración aproximada de cuarenta horas, de las cuales 25 corresponden a la campaña principal y quince a las misiones secundarias. Estas se que pueden intentarse en cualquier momento, cuentan con personajes destacados del universo Batman. Uno de estos personajes, Riddler, ofrece 440 «desafíos Acertijo» opcionales. que resolver. La mayoría de estos retos consisten en recoger trofeos ocultos en la ciudad mediante el uso de artilugios para desactivar trampas y barreras. Se puede marcar los trofeos en el mapa una vez encontrados si no tiene inicialmente el equipo necesario para completar el puzzle. El jugador también puede revelar las ubicaciones en el mapa identificar a sus secuaces con «Visión detective» e interrogándolos, lo que requiere que deje a los secuaces para el final cuando entre en combate con una oleada de enemigos. También hay desafíos ambientales que obligan a resolver acertijos localizar un objeto o lugar concretos —que se recompensan con historias relacionadas con la respuesta—, y a localizar signos de interrogación pintados por la ciudad, algunos de los cuales sólo pueden verse enteros desde determinados puntos de vista. Tras completar un número selecto de desafíos, Batman debe rescatar a un rehén civil retenido en una de las trampas mortales de Riddler.
Después de completar el modo historia en dificultad «normal» o «difícil», se desbloquea el modo «Nueva partida+», que permite volver a jugar con todos los artilugios, experiencia y habilidades que haya conseguido; los oponentes son más duros y el icono en pantalla que avisa de ataques inminentes está desactivado. Arkham City incluye una serie de mapas de desafío independientes del modo historia. Los mapas se centran en la consecución de objetivos específicos, como eliminar sucesivas oleadas de enemigos en combate, someter a enemigos que patrullan mientras emplean el sigilo o viajar a un lugar específico de la forma más eficiente posible. Los métodos y la variedad de habilidades utilizados para lograr estos objetivos permiten obtener una puntuación de rendimiento global que se clasifica en línea contra otros usuarios.
Catwoman es otro personaje jugable disponible a través de su campaña, que inicialmente era contenido descargable (DLC) en las consolas PlayStation 3 y Xbox 360, pero que más tarde se incluyó con la versión para Windows y la «Edición Juego del Año». Cuenta con su propia historia centrada en atracos que se cruza con la principal en momentos específicos. Su combate hace hincapié en la agilidad y permite el uso de armas únicas como guanteletes con garras, boleadoras y su icónico látigo. Una parte de los desafíos de Riddler son específicos de Catwoman y solo pueden ser completados por ella. Robin (Tim Drake), aliado de Batman y Nightwing (Dick Grayson) también son jugables a través de DLC opcional y cuentan con sus propias habilidades de lucha y gadgets. Ambos personajes están disponibles en los mapas de desafío; Robin tiene su propia historia principal.
Las versiones para PlayStation 3 y Xbox 360 incluyen un modo 3D estereoscópico (S3D) para televisores HD 3D y para los HD 2D mediante gafas 3D Inficolor, mientras que la versión para PC es compatible con Nvidia 3D Vision en monitores compatibles. Utiliza la tecnología TriOviz for Games, integrada con Unreal Engine 3. La versión de Wii U utiliza el mando con mando con pantalla táctil para que el jugador pueda manejar el equipo y las mejoras, detonar selectivamente las colocaciones de Gel Explosivo y ver un mapa de la ciudad. Añade un modo Sonar que destaca los puntos de interés cercanos, y el modo Battle Armored Tech —modo BAT— que permite acumular energía durante la lucha y, al activarlo, infligir un daño mayor.

## Sinopsis

### Personajes
Arkham City cuenta con un amplio elenco de personajes de la historia de los cómics de Batman. Entre los que regresan de Arkham Asylum se encuentra Batman (Kevin Conroy), el Joker (Mark Hamill), —en lo que Hamill declaró que sería su última vez poner voz al personaje; (posteriormente retomó el papel en Batman: Arkham Knight, sucesor de Arkham City)— El alcaide convertido en intendente Quincy Sharp (Tom Kane), el comisario de policía James Gordon (David Kaye), y el reportero Jack Ryder (James Horan). Entre los villanos que regresan se encuentra Riddler (Wally Wingert), Victor Zsasz (Danny Jacobs), Bane (Fred Tatasciore), y Hiedra Venenosa (Tasia Valenza). La compañera de Joker, Harley Quinn, también regresa, con la voz de Tara Strong, que sustituye a Arleen Sorkin. El reparto secundario presenta a Catwoman (Grey DeLisle), Robin (Troy Baker) y el mayordomo, Alfred Pennyworth (Martin Jarvis), que proporciona apoyo en la radio junto con el regreso de Oráculo (Kimberly Brooks). Nightwing aparece como personaje jugable fuera de la historia principal a través de los mapas de desafío.
Otros personajes que debutan en la serie son el manipulador alcaide de Arkham City, Hugo Strange (Corey Burton), Dos Caras (también expresado por Baker), y el Pingüino (Nolan North). Stana Katić presta su voz como Talia al Ghul, y Maurice LaMarche voces tanto Mr. Freeze y el Hombre del Calendario. Otros personajes son el zombi Solomon Grundy (al que también pone voz Tatasciore), el cambia formas Clayface (Rick D. Wasserman), el líder de la Liga de Asesinos, Ra's al Ghul (Dee Bradley Baker), el Sombrerero Loco que controla la mente (Peter MacNicol), y el asesino Deadshot (Chris Cox), que se ha infiltrado en Arkham City para matar a varios objetivos de figuras de alto nivel. El villano Hush (al que también pone voz Conroy), el misterioso Azrael (Khary Payton) y la reportera Vicki Vale (también con voz de DeLisle). también aparecen. Máscara Negra (también con la voz de North), Killer Croc (Steve Blum), y la esposa de Freeze, Nora Fries, hacen cameos en el juego.

### Ambientación
Los acontecimientos de Arkham City se sitúan 18 meses después de Arkham Asylum. Quincy Sharp, el antiguo director del manicomio, se ha atribuido el mérito de detener el asedio armado del Joker, aprovechar esta distinción para convertirse en alcalde de Gotham City. Declarar que tanto el manicomio como la penitenciaría de Blackgate ya no son adecuados para contener a los detenidos de la ciudad, la administración de Sharp ordena el cierre de ambas instalaciones, y compra los barrios bajos más notorios de Gotham y los convierte en un inmenso recinto penitenciario conocido como Arkham City. Posteriormente, estas instalaciones quedan al cuidado del psiquiatra Hugo Strange —que manipula en secreto a Sharp— y son vigiladas por una empresa militar privada, TYGER Security. Strange permite a los reclusos hacer lo que quieran, siempre que no intenten escapar. Un cauteloso Batman mantiene su propia vigilancia sobre el nuevo proyecto, temeroso de que la caótica situación allí se le vaya de las manos. Mientras tanto, el Joker se está muriendo de una enfermedad causada por su consumo previo de la fórmula Titán, un mutágeno esteroide inestable que convierte a los hombres en monstruos indestructibles y salvajes.

### Trama

El emblema de la prisión de Arkham City, que también es uno de los logotipos del juego.

En una rueda de prensa celebrada por Bruce Wayne para declarar su oposición a Arkham City, los mercenarios de TYGER lo detienen y encarcelan en la propia City. Hugo Strange revela su conocimiento de la doble identidad de Wayne como Batman antes de liberarlo entre la población criminal de la prisión. Mientras Strange se prepara para iniciar el «Protocolo 10», Wayne recibe su equipo de Alfred Pennyworth, lo que le permite convertirse en Batman. Primero salva a Catwoman de ser ejecutada por Dos Caras, que espera ganarse el respeto asesinándola. Después de que el Joker intente asesinar a Catwoman, Batman lo rastrea hasta su escondite en la Acería Sionis, creyendo que él puede conocer la verdad detrás del Protocolo 10.
Allí, se entera de que las propiedades inestables de la fórmula Titán están mutando en la sangre de Joker, matándolo gradualmente. Captura a Batman y le realiza una transfusión de sangre, infectándole con la misma enfermedad mortal. También revela que los hospitales de Gotham han sido envenenados con su sangre infectada. Desesperado por salvarse a sí mismo y a los ciudadanos inocentes, busca a Mr. Freeze, que ha estado desarrollando una cura pero que ha sido secuestrado por el Pingüino. Sigue la pista hasta su museo fortificado, Batman derrota a sus fuerzas, a su monstruo encarcelado Solomon Grundy y, en última instancia, al propio Pingüino, antes de liberar a Mr. Freeze.
Freeze le dice que ha creado una cura, pero ésta se vuelve inútil debido a la inestabilidad. Batman deduce que las propiedades terapéuticas de la sangre de Ra's al Ghul pueden completar la cura y rastrea a uno de sus asesinos hasta su guarida subterránea, lo que lleva a un enfrentamiento con Ra's y su hija Talia, su antigua amante. Con la sangre de Ra's al Ghul, Frío es capaz de desarrollar un antídoto, pero Harley Quinn lo roba antes de que Batman pueda usarlo. Con la sangre de Ra's al Ghul, Freeze es capaz de desarrollar un antídoto, pero Harley Quinn lo roba antes de que pueda utilizarlo.
Cuando regresa junto al Joker, descubre que ha recuperado la salud. Mientras ambos luchan, Strange activa el Protocolo 10, que se revela como un plan para acabar con toda la población de Arkham City y destruir el elemento criminal de Gotham. Las tropas de TYGER comienzan a ejecutar a los reclusos mientras Strange lanzamisiles contra los habitantes de Arkham desde su base en la Torre Maravilla. Un misil impacta en la acería, sepultar a Batman bajo los escombros. Antes de que el Joker pueda aprovecharse de la situación, llega Talía y le ofrece la inmortalidad a cambio de perdonarle la vida a Batman. Tras escapar con la ayuda de Catwoman, Batman es convencido por Alfred para acabar con el Protocolo 10 antes de perseguir a Talia y Joker.
Batman se infiltra y desactiva el Protocolo 10. Ra's al Ghul se revela como el verdadero cerebro de Arkham City y hiere mortalmente a Strange por no haber conseguido derrotarlo. Con su último aliento, Strange activa el «Protocolo 11», la autodestrucción de la Torre Maravilla. Después de que Ra's se suicide para evitar ser capturado, Joker contacta con Batman, amenazar con matar a Talia a menos que se reúna con él en el Teatro Monarch. Cuando llega, le exige la cura pero es empalado y aparentemente asesinado por Talia mientras estaba distraído. Admite haber robado el antídoto a Quinn, antes de que un segundo Joker la mate, aún afectada por la enfermedad.
El Joker sano al que empaló Talía se reanima y se convierte en Clayface, que se hace pasar por él sano a petición del villano enfermo. Durante la batalla de Batman con Clayface, Joker vuela el suelo del teatro, revelar que está encima de la Fosa de Lázaro. Tras derrotarlo, Batman bebe una porción del antídoto y destruye la fosa de Lázaro rejuvenecedora de Ra's antes de que Joker pueda utilizarla. Mientras se debate entre curar a su enemigo, le ataca, hacer que el frasco del antídoto se rompa sin querer. Batman admite que le habría salvado a pesar de todo lo que había hecho. Finalmente sucumbe a su enfermedad y muere. Batman carga y coloca el cuerpo sobre el capó del coche del comisario Gordon antes de abandonar Arkham City en silencio.

## Desarrollo

### Concepto

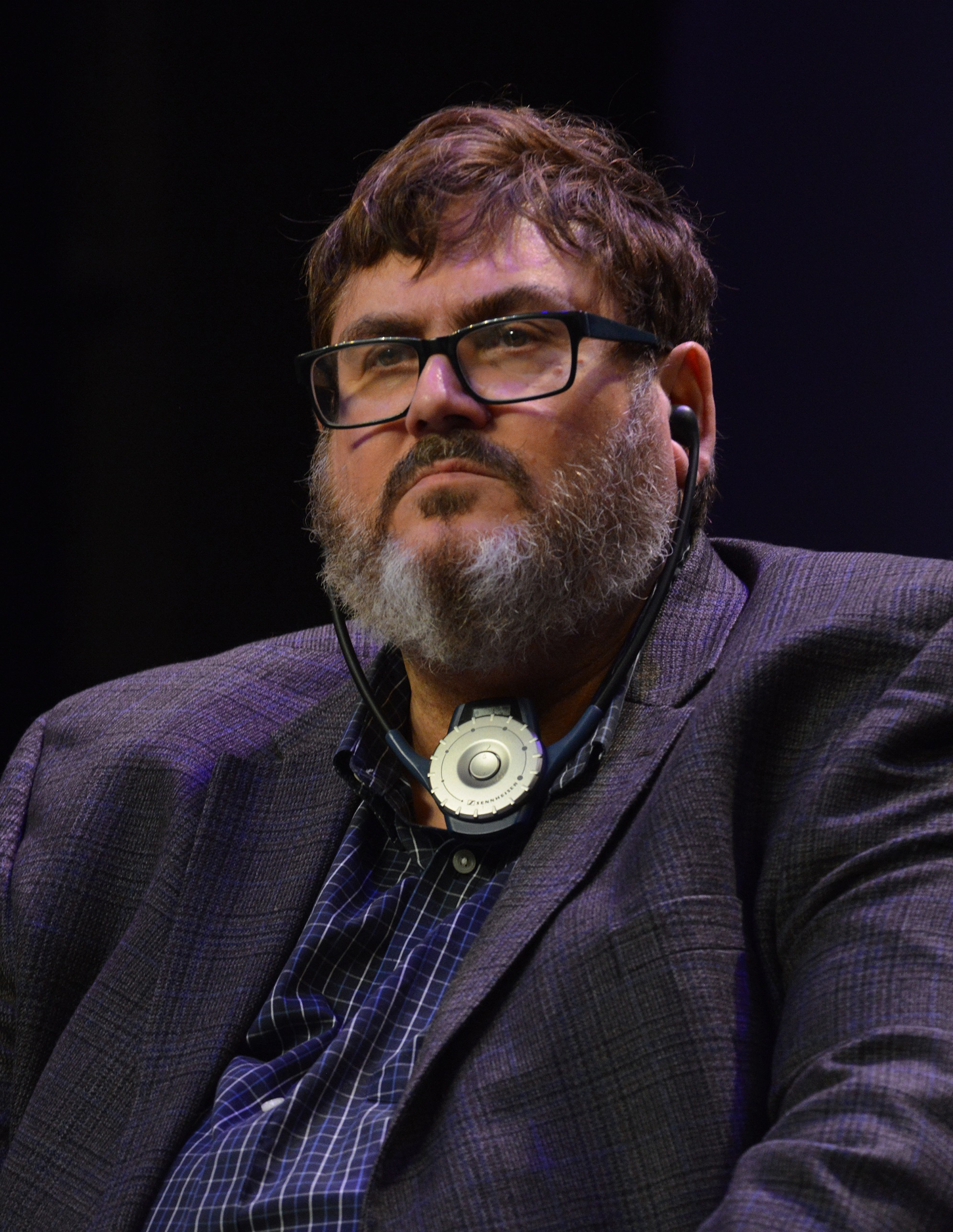
El veterano guionista de cómics de Batman, Paul Dini, en una imagen de 2019. Tras escribir Arkham Asylum, Dini retomó sus tareas en Arkham City.

Rocksteady concibió la idea de una secuela antes de que el desarrollo de Arkham Asylum hubiera concluido, desarrollar ideas tanto para la historia como para la ambientación, de modo que las narrativas de los juegos pudieran conectarse de forma efectiva; se ocultó una habitación secreta en el despacho del alcaide del manicomio que contenía pistas sobre la producción de la secuela, incluidos los planos de la prisión de Arkham City; los planos son bastante similares a su disposición final. La idea original era sacar el título del entorno del manicomio y llevarlo a las calles de Gotham City, mantener el nivel de detalle del diseño del manicomio. Para ello, querían incluir localizaciones del mito de Batman que fueran notables y significativas para el personaje, en lugar de una serie de calles genéricas; al principio, Rocksteady no estaba segura de cómo las consideraciones técnicas limitarían el alcance de esta idea.
El desarrollo serio de la historia y el concepto comenzó en febrero de 2009, cuando los equipos se trasladaron de Arkham Asylum al de Arkham City a medida que terminaban el trabajo en ese mismo. Para cuando programaron a Batman para bucear y planear entre los edificios del manicomio, la adaptación de la mecánica a la ciudad se consideró natural. Rocksteady decidió no incluir el Batimóvil, porque sería incapaz de desplazarse por el accidentado terreno. El planeo proporcionaba un medio de transporte suficiente, y se consideró que ponerlo en cualquier vehículo lo convertiría en una entrega completamente distinta. Sefton Hill, director de Arkham City, declaró que un objetivo clave era ofrecer la sensación de «Batman en Gotham». Conroy describió la secuela como «muy, muy oscura». Aunque relacionó la naturaleza oscura con la película de animación  Batman Beyond: Return of the Joker, Conroy también dijo: «Involucra a muchos de los villanos y se adentra en ese terreno: es así de oscuro».

### Diseño
Como parte de la filosofía de diseño de «Batman en Gotham», se amplió el arsenal de movimientos y acciones. Aunque el equipo produjo varias ideas para nuevos movimientos, artilugios y habilidades, sólo siguieron adelante con los que consideraron que serían auténticos para Batman. También optaron por hacer que empezara con acceso a los artilugios desbloqueados en Arkham Asylum, para transmitir la impresión de que está totalmente preparado para la inevitabilidad de que las cosas vayan mal en Arkham City. El estudio revisó los sistemas y combate utilizados en Arkham Asylum, y construyó los nuevos movimientos como extensiones naturales del sistema existente como medio para «añadir aún más profundidad y mecánica en lugar de cambiarlos fundamentalmente». Se ha duplicado el número de animaciones para reflejar el mayor arsenal de movimientos a disposición del jugador. El modo «Visión Detective», similar a los rayos X y utilizado para resaltar ciertos objetos, se volvió a desarrollar para Arkham City porque se consideró demasiado útil en Arkham Asylum, lo que provocó que algunos usuarios lo utilizaran durante casi todo el título; el efecto visual también oscurecía la estética del diseño. Una idea era introducir un límite de tiempo para su uso, pero se consideró que Batman «no fabricaría un artilugio así». En cambio, el modo se diseñó para dificultar su uso en determinadas situaciones, como el oscurecimiento de la información de navegación y los combates en los que los ataques enemigos difuminan la pantalla cuando la «Visión Detective» está activada. El director artístico de Rocksteady, David Hego, describió la nueva «Visión Detective» como un «modo de realidad aumentada».
Otra forma en que los programadores quisieron mejorar la experiencia Batman del jugador era a través de un mundo más amplio. Tiene una superficie virtual cinco veces mayor que la de Arkham Asylum, y se mejoraron los aspectos de navegación para ofrecer «la libertad y la emoción de deslizarse por los callejones y elevarse por encima del horizonte». Aunque los conceptos se compararon con una entraga de mundo abierto, Hill señala que esa naturaleza libre no sería apropiada para uno del persoonaje porque inhibiría la atmósfera que querían crear, y que se diseñó para retar a pensar como Batman para sobrevivir. Para contrarrestar el gran mundo, los programadores también trataron de incluir más desafíos y misiones secundarias al tiempo que mantenían alerta en cuanto a la misión principal, de forma que estuviera conscientes constantemente de la «extrema presión de los desafíos a los que se enfrentan». Los trofeos Riddler se diseñaron hacia el final del desarrollo y se incorporaron a todas las zonas del mapa sin sobrepoblarlas, lo que dio como resultado 440. Rocksteady pretendía que se pensara de forma creativa a la hora de recogerlos exigir el uso de artilugios para resolver los puzles, en lugar de colocar los trofeos en zonas oscuras del mapa como meros objetos de colección.
Con el mundo abierto, Rocksteady incluyó más villanos para crear desafíos. Hugo Strange ha sido seleccionado como antagonista principal, ya que su poder y su forma de controlar ayudan a mantener el bloqueo de Arkham City una vez que Batman entra. Es consciente de su verdadera identidad, lo que le hace «vulnerable y expuesto como nunca lo había estado antes», según Hill. Señaló que es un personaje nuevo para muchos, pero que su historia y carácter se detallan a lo largo del juego. También se incluyó a Catwoman por su larga historia con Batman, aunque se le dio su propia agenda paralela a los acontecimientos de Arkham City. Inicialmente, las misiones terminaban con su ayuda al protagonista, pero a finales de la producción, los programadores decidieron dar una opción alternativa, permitiéndole que Catwoman, moralmente gris, abandonara la ciudad con su botín. También aparece Robin, el compañero de Batman, con la cabeza afeitada y un diseño de vestuario contemporáneo que pretendía alejarse de su imagen tradicional de «Chico Maravilla». El artista conceptual Kan Muftic explicó: «Nuestra visión de Robin es la de un joven problemático, tranquilo e introvertido a veces, pero muy peligroso y agresivo si se le provoca. La cabeza rapada está inspirada en los luchadores de jaula, porque pensamos que podría dedicarse a eso en su tiempo libre para mantenerse alerta. Aun así, mantuvimos todas las marcas clásicas de su apariencia, como los colores rojo y amarillo de su traje, la capa y la máscara». En un principio, Rocksteady no tenía previsto incluirlo en la historia principal, pero más tarde decidió hacerlo como un auténtico medio para ofrecer nuevos artilugios, así como para presentar su versión del personaje y su relación.
Rocksteady pretendía que Batman, Catwoman y Robin ofrecieran tres experiencias diferentes. Se seleccionaron otros villanos de la historia en los cómics para mostrar que la prisión era un crisol de gente de Gotham. Los programadores creyeron que ofrecer una pequeña parte de la historia de cada uno en lugar de centrarse en unos pocos seleccionados permitía conocer a muchos más personajes y transmitía con eficacia la sensación de estar en una superprisión llena de supervillanos. Rocksteady decidió desde el principio que el Joker moriría en la historia, y creó la idea de que envenenara a Batman con la misma aflicción, para mostrar cómo interactuarían los dos diametralmente opuestos en pos de un objetivo común. Warner Bros. y Dini no se opusieron a matarlo siempre que no se hiciera por el valor del impacto, y siempre que dejaran claro que Batman no tenía la culpa, ya que no mataría a alguien intencionadamente. Los programadores habían considerado añadir un elemento multijugador, pero finalmente decidieron no hacerlo. Sobre el acuerdo, Hill declaró: «Si empleamos toda la energía necesaria para crear el multijugador y en su lugar la centramos en el modo para un jugador, ¿ofreceríamos un juego global mejor?».
Se añadió variedad a la propia ciudad, ya que ciertas zonas se diseñaron en torno a los villanos que controlan ese territorio concreto. Dax Ginn, director de mercadotecnia, ha declarado: «Si te adentras en el territorio del Joker, tienes una experiencia muy Jokerizada, y todas las ilustraciones de los edificios –ya sean grafitis, letreros o lo que sea– te aportan un tipo de experiencia muy densa. Así que nuestro equipo artístico se ha esforzado mucho en crear ese tipo de transición entre una zona de césped y otra, ayudar a sentir que está hacer una transición física a otro espacio emocional». La arquitectura estaba impregnada de diseños Art nouveau del siglo XIX, como la Wonder Tower de Strange, inspirada en la Torre Eiffel, mientras que los diseños empleaban un estilo hiperrealista moderno. Para mantener el interés de los entornos, los colores de base, como el de la zona helada de Mr. Freeze, el de la fábrica de acero de Joker y el de la jungla de Hiedra Venenosa, se poblaron con elementos de contraste: por ejemplo, en la fábrica de acero se utilizaron grandes caras de payaso blancas para contrastar con los naranjas y rojos. Para desarrollar el entorno ampliado de Arkham City y construir un «entorno urbano natural» para Batman, Rocksteady amplió su plantilla de 75 a más de 100 personas. El periodo de crisis de la ciudad duró unos ocho meses, con gente trabajar hasta las once o las doce de la noche y empezar a las ocho de la mañana.

### Música
El lanzamiento del juego vino acompañado de dos álbumes de música publicados por WaterTower Music. Batman: Arkham City – Original Video Game Score salió a la venta el 18 de octubre de 2011 y contiene 19 temas escritos por los compositores de Arkham Asylum Nick Arundel y Ron Fish. Batman: Arkham City – The Album debutó el 4 de octubre de 2011 en CD y descarga digital. Contiene once canciones originales inspiradas en el título de artistas como Daughtry, Panic! at the Disco y Coheed and Cambria. En la edición de coleccionista del álbum se incluyó una canción extra, y la edición Deluxe incluía una parte de la partitura original de Arundel.

## Mercadotecnia

Un cartel con el juego en la Comic-Con de San Diego.

La campaña de mercadotecnia de Arkham City se diseñó para llegar a un público ajeno a los fanáticos de los superhéroes y atraer a los consumidores que se sienten atraídos por juegos como la serie de disparos en primera persona Call of Duty. El equipo de comercialización de Warner Bros. decidió que el estatus de Batman como icono cultural y superhéroe era inevitable, por lo que decidieron hacer hincapié en otros elementos del personaje que pudieran atraer a los aficionados de los shooters en primera persona y los títulos de acción. Fotografías en blanco y negro de personalidades icónicas como el inventor Steve Jobs y el actor James Dean sirvieron de inspiración y base para la campaña final utilizada en los anuncios y el arte de la portada. Se consideró que las imágenes, resaltadas con sangre y bañadas en luz, se alejaban de la imagen clásica del superhéroe y volvían a centrarse en la humanidad de Batman. La campaña en blanco y negro apareció en 120 portadas de revistas y se dirigió a unos quince millones de consumidores a través de diversos medios sociales y productos de Warner Bros., además de una serie de vídeos de mercadotecnia viral y acrobacias con actores disfrazados en actos relacionados con la prensa. En abril de 2012, tres tráilers habían conseguido aproximadamente seis millones de visitas. El segmento viral de la campaña incluía varias grabaciones de audio entre personajes como Hugo Strange, Quincy Sharp, Acertijo y el Pingüino; cada grabación podía encontrarse resolvier un puzzle. La campaña entera se desarrolló durante más de un año, producir material gráfico, vídeos, DLC, anuncios impresos, vallas publicitarias y eventos, y se calcula que costó al menos diez millones de dólares.
El 11 de mayo de 2011 salió a la venta una serie de cómics mensual limitada de seis números, también titulada Batman: Arkham City. La serie une la trama entre Arkham Asylum y Arkham City. Está escrita por Paul Dini y dibujada por Carlos D'Anda. Warner Bros. también produjo juguetes basados en los personajes a través de Mattel, tarjetas Hallmark, mandos de videojuegos con forma de batarang y una variedad de prendas de vestir de Converse, Eckō Unltd, C Life, New Era y riefly Stated.
Toys "R" Us en Times Square, Nueva York, lanzó 500 copias de Batman: Arkham City el lunes 17 de octubre, un día antes de que saliera oficialmente a la venta. Los cien primeros clientes que reservaron una copia a través del «Departamento de compras personales» de la tienda tuvieron la oportunidad de conseguir su juego autografiado por Jim Lee, coeditor de DC Entertainment, Kevin Conroy, actor de doblaje de Batman, y Sefton Hill, director de Arkham City. Las 400 copias restantes pudieron adquirirse en el evento, sin autografiar.

## Lanzamiento
Batman: Arkham City salió a la venta en Norteamérica el 18 de octubre de 2011 para Xbox 360 y PlayStation 3, el 19 de octubre en Australia y el 21 de octubre en Europa. Los minoristas australianos EB Games and Game se adelantaron dos días a la fecha oficial de lanzamiento, vendiendo el 17 de octubre. Estaba previsto que la versión para Windows saliera al mercado simultáneamente con otras, pero en septiembre de 2011 su estreno se retrasó al 18 de noviembre sin dar explicaciones. Junto con su lanzamiento en PC, también se publicó digitalmente en las plataformas OnLive, Origin y Steam. El 29 de mayo de 2012 salió a la venta en Estados Unidos y Canadá una «Edición Juego del Año», y el 7 de septiembre de 2012 en Europa, Australia y otros territorios para PlayStation 3 y Xbox 360, excepto en el Reino Unido, donde su estreno previsto se retrasó al 2 de noviembre de 2012.
NetherRealm Studios desarrolló una entrega derivada para iOS titulada Batman: Arkham City Lockdown, que salió a la venta el 7 de diciembre de 2011. Que tiene lugar antes de Arkham City, permite a los jugadores utilizar los controles de la pantalla táctil para luchar contra enemigos uno contra uno, incluidos villanos como Dos Caras, Solomon Grundy, el Joker y el mercenario Deathstroke. Al derrotar a los enemigos se consiguen puntos que pueden usarse para mejorar las estadísticas de Batman o desbloquear artilugios o trajes.

### Bonificaciones por reserva
Warner Bros. se asoció con varios minoristas y empresas de todo el mundo para ofrecer contenido adicional como recompensa por el pedido anticipado, entre ellos: Best Buy, Amazon.com, GameStop, Game, Gamestation, EB Games, Tesco y Asda. El contenido sólo estaba disponible mediante el pedido anticipado a un minorista específico o la compra de un producto, como una bebida NOS, para obtener un código desbloqueable.
En agosto de 2011 se revelaron varios trajes alternativos de Batman, incluidos los diseños de trajes que lució el personaje en The Dark Knight Returns, Batman:Tierra uno, la Edad de Bronce de los cómics, Batman: la serie animada y Batman del futuro. En un principio, la skin de Batman: la serie animada solo estaba disponible para los clientes de GameStop en EE. UU. con una suscripción a Power-Up Rewards. En agosto de 2011 se reveló un traje de los Sinestro Corps exclusivo para PlayStation 3 que inicialmente solo se podía desbloquear mediante un código único que se obtenía al comprar la edición extendida de la película de Warner Bros. , Linterna Verde en Blu-ray Disc.
Robin, el compañero de Batman (Tim Drake) se puso a disposición como personaje jugable en los mapas de desafío, con sus propios movimientos de combate y artilugios. También se lanzaron más aspectos, como el de Batman: la serie animada y el traje de Red Robin. El personaje venía con dos mapas de desafío exclusivos: «Black Mask Hideout» y «Freight Train Escape». También está disponible el mapa de desafío «Joker's Carnival»; ambientado en la base de la Acería Sionis, donde el jugador se enfrenta a múltiples oleadas de adversarios. El contenido del pedido anticipado se consideró una «oportunidad de acceso anticipado» para los clientes, Ginn confirmó que todo el contenido se podrá descargar después de la fecha de lanzamiento. Los pedidos anticipados de Arkham City superaron en más de un 200 % a los de Arkham Asylum.

### Ediciones minoristas
En el Reino Unido, se anunció la «Robin Edition», disponible exclusivamente a través de los minoristas Game y Gamestation, que contiene el juego y todo el contenido de la reserva de Robin, incluidos el personaje jugable, las apariencias y los mapas de desafío. También se puso a la venta una serie de versiones «Steelbook Edition», que incluían el título estándar con una carcasa metálica. El Steelbook con temática del Joker incluye el mapa de desafío «Joker's Carnival», la película de animación Batman: Under The Red Hood en DVD —Blu-ray para PlayStation 3— y el DLC de la piel de Batman de la Edad de Bronce. También se ofrecieron otros tres de villanos, con los retratos de Dos Caras y el Pingüino. Se lanzó un cuarto con Catwoman, que contenía la skin alternativa de Batman: Tierra uno para Batman.
La «Edición Coleccionista» contiene una estatua de Batman de Kotobukiya, un libro de arte coleccionable, Batman: Arkham City – The Album de WaterTower Music, la cinta de animación Batman: Gotham Knight, la skin de The Dark Knight Returns y el mapa de desafío «Iceberg Lounge» con temática del Pingüino. En julio de 2011, se reveló que la versión para Microsoft Windows utilizaba Games for Windows – Live (GFWL) para acceder a servicios en línea. La confusión sobre el uso de GFWL surgió cuando Warner Bros. dijo a un distribuidor que no utilizaba el sistema Live, pero a finales de agosto se confirmó su uso.
El 25 de octubre de 2011, se puso a la venta un pack de consola Xbox 360 con temática de Batman, que contenía el videojuego, un DVD de Batman: Gotham Knight, la película Linterna Verde, el videojuego del filme Rise of the Manhunters, y una consola Xbox 360 de 250 GB. También se lanzó un paquete con estos artículos y un mando Kinect. El 23 de abril de 2012 se anunció una «Edición Juego del Año», que contenía el título y todos los contenidos descargables (DLC) publicados. Las versiones publicadas en Estados Unidos y Canadá también incluían una descarga gratuita de la película de animación Batman: año uno. La carátula ha sido muy criticada por su gran texto de puntuaciones y citas, que eclipsaba el nombre real. Algunos reseñas afirmaron que era una de las peores de la historia. La «Edición Juego del Año» estuvo desarrollada para OS X por Feral Interactive y lanzada el 13 de diciembre de 2012.

### Contenido descargable
Las nuevas compras para Xbox 360 y PlayStation 3 reciben un código exclusivo que desbloquea el DLC Catwoman, que permite realizar una serie de misiones, con armas y movimientos únicos. Aunque las misiones se presentaron como parte del juego principal, el 13 de octubre de 2011, Warner Bros. anunció que estaría restringido a nuevas compras. Los usuarios también pueden adquirir el contenido por separado. Más tarde se informó que las copias de segunda mano adquiridas en GameStop contendrían el código de desbloqueo necesario. Un representante de Warner Bros. confirmó que no será necesario jugar como Catwoman para completarlo. El DLC de Catwoman también contiene dos aspectos alternativos para el personaje: sus apariciones en The Animated Series y The Long Halloween. La versión para PC incluye el DLC, que no requiere descargas ni instalaciones adicionales para acceder a él.
Más tarde se estrenaron otros paquetes de contenido descargable. El pack Nightwing, lanzado el 1 de noviembre de 2011, incluye al aliado de Batman, Nightwing, como personaje jugable para los mapas de desafío, una skin alternativa de la serie Animated para el personaje, y dos mapas de desafío más: «Wayne Manor» y «Main Hall». El pack Robin salió a la venta el 22 de noviembre de 2011, y contiene el contenido previo al pedido del personaje. El 6 de diciembre de 2011 debutó un paquete «Skins» que contenía todos los skins alternativos de Batman que se habían reservado. Se anunció el lanzamiento de otro pack para el 20 de diciembre de 2011, que contenía los mapas de desafío «Iceberg Lounge» y «Joker's Carnival» del pedido anticipado, y un mapa de desafío completamente nuevo: «Batcave». El 19 de diciembre de 2011, se lanzó una nueva skin —basada en el traje del personaje de Batman Incorporated— para descargar de forma gratuita en todas las plataformas. El 23 de octubre de 2011, se puso a la venta en la App Store de iOS una aplicación de mapas oficial que contiene de Arkham City, las ubicaciones de los objetos coleccionables y las soluciones a los acertijos de Riddler.
«Harley Quinn's Revenge», una expansión de la campaña basada en la historia, salió a la venta el 29 de mayo de 2012 para PlayStation 3 y Xbox 360, con una versión para PC una semana más tarde. Incluye una nueva historia, nuevas zonas, nuevos enemigos y Batman y Robin como personajes jugables. La historia tiene lugar dos semanas después de los acontecimientos de Arkham City. La megaprisión ha sido evacuada, pero Quinn regresa y se instala en la antigua base del Joker. Sigue la búsqueda de Robin por Batman, que ha desaparecido mientras cazaba a Quinn; Batman ha estado actuar de forma diferente tras el final de la historia principal, en lo que respecta a sus aliados. Ese mismo día, se anunció que todos los contenidos descargables publicados, incluida «Harley Quinn's Revenge», estarían disponibles como parte de la «Edición Juego del Año» de Arkham City.

### Otras ediciones
La versión para Wii U de Arkham City, titulada Batman: Arkham City – Armored Edition estuvo desarrollada por WB Games Montréal y salió a la venta el 18 de noviembre de 2012, junto con el lanzamiento de la consola en Norteamérica. Incluye todo el contenido disponible de versiones anteriores, además de un modo Battle Armored Tech, compatibilidad con el GamePad y otros añadidos.
Batman: Return to Arkham, desarrollado por Virtuos, es un recopilatorio que incluye versiones remasterizadas de Arkham Asylum y Arkham City con Unreal Engine 4 para PlayStation 4 y Xbox One. Además, ambos incluyen todos los contenidos descargables lanzados anteriormente, y cuenta con gráficos mejorados, modelos y entornos actualizados, y mejoras en la iluminación, los efectos y los shaders de ambos. Originalmente previsto para su lanzamiento en Norteamérica el 26 de julio de 2016, y en Europa el 29 de julio de 2016, el recopilatorio se retrasó indefinidamente en junio de 2016 para dar al equipo de desarrollo «tiempo adicional para ofrecer una experiencia de Batman Arkham pulida». Salió a la venta el 18 de octubre de 2016.
Batman: Arkham Trilogy, desarrollado por Turn Me Up, cuenta con ports de Arkham Asylum, Arkham City y Batman: Arkham Knight para Nintendo Switch que se lanzó el 1 de diciembre de 2023. Las versiones de Arkham Asylum y Arkham City de esta recopilación no se basan en las entregas de Return to Arkham, sino en las originales basadas en Unreal Engine 3.

## Recepción
Batman: Arkham City recibió elogios de la crítica. Según Metacritic, la versión para PlayStation 3 obtuvo una puntuación media ponderada de 96/100, la de Xbox 360 obtuvo 94/100, y la versión para PC obtuvo 91/100.
Andrew Reiner de Game Informer lev otorgó una puntuación perfecta de diez y lo calificó como «el mejor videojuego con licencia jamás creado». Reiner dijo que podría ser el mayor y «más divertido timesink» de 2011, y concluyó que superó todos los estándares establecidos por Batman: Arkham Asylum «en todos los sentidos y se erige como uno de los mejores momentos de Batman». Griffin McElroy de Joystiq alabó la atención al detalle y la excelencia mecánica del entorno, y atribuyó a Rocksteady el mérito de «insuflar vida a un mundo asombrosamente bello, que no sólo bulle de oportunidades, sino también de ambición». McElroy reprochó la narrativa como una serie de excusas para enfrentarse a villanos que eran «sacos de boxeo unidimensionales», y que los diálogos de los personajes eran tópicos. También criticó los desafíos de Riddler, afirmar que eran «frustrantes» cuando el jugador carece de los objetos necesarios para completarlos.
Christian Donlan de Eurogamer, consideró que le faltaba la misma «sorpresa» que a su predecesor, pero alabó la mejora general de los jefes, las animaciones y el alcance de las actividades disponibles. Donlan afirmó que el entorno era intrincado y muy detallado, y que las habilidades proporcionadas para recorrerlo hacían «difícil no sentirse como el mejor detective del mundo, de patrulla». Greg Miller de IGN afirma que «el doblaje, los desafíos, el asombroso comienzo, el increíble final y la sensación de ser el Caballero Oscuro son las cosas que más destacan». Miller dijo que las misiones de Catwoman eran un divertido cambio de ritmo respecto al juego principal, y que «adoraba» la opción de repetirlo con habilidades desbloqueadas y enemigos más difíciles.
Tom Hoggins de The Daily Telegraph alabó la sensación de progreso a la hora de descubrir y dominar las habilidades de los personajes, así como la «brutalidad asombrosa» del sistema de combate mejorado. Hoggins destacó la campaña de Catwoman como una «delicia» que contrasta con la fuerza de Batman, pero lamentó su corta duración. Nick Cowen de The Guardian lo calificó como el mejor título del personaje de todos los tiempos, alabar la variedad de misiones secundarias y contenidos, el gran elenco de personajes icónicos y el satisfactorio desafío de las misiones de Riddler. La revista australiana Official PlayStation Magazine le otorgó una puntuación perfecta de diez, afirmar que «no es sólo la mejor entrega de superhéroes jamás creada, es uno de los mejores jamás creados... da vida al mundo de Caped Crusader mejor que cualquier cómic, película o programa de televisión anterior». Play3 (Alemania) le otorgó una nota del 92 %, calificándolo de «el mejor juego de superhéroes jamás creado». GamesMaster le otorgó una puntuación del 97 %, afirmar que es «el patrón oro por el que deberían juzgarse todos los futuros videojuegos».
Batman: Arkham City – Armored Edition para Wii U recibió una acogida positiva. Metacritic le otorgó una puntuación de 85/100. Richard Leadbetter de Eurogamer reprochó el rendimiento técnico, incluidos los problemas con la calidad visual y la inconsistencia del framerate. Ray Carsillo de EGM dijo que el sistema opcional B.A.T. hacía que ciertas batallas fueran demasiado fáciles. Carsillo también dijo que era la «versión claramente inferior» debido a fallos y «trucos añadidos». Patrick Barnett de Nintendo World Report escribió que ciertos usos del mando de Wii U lo convertían en «la mejor forma de experimentar Arkham City», pero que algunas novedades eran una «molestia». Barnett añadió que «visualmente estaba a la par, si no mejor», que sus homólogos. JC Fletcher de Joystiq opina que se agradece la persistencia de la pantalla del mapa y la interfaz táctil, y elogia el uso de la realidad aumentada para explorar las escenas del crimen. Blake Peterson de Game Revolution alabó la gestión en tiempo real de la información, las mejoras y el equipo, que a su juicio hacía a Batman más vulnerable, aunque Barnett lo incluyó como punto de crítica.
Para el DLC «Harley Quinn's Revenge», Greg Miller de IGN puntuó el contenido con un nueve sobre diez y le otorgó la designación de Editor's Choice. Miller dijo que «es lo que el contenido descargable debería ser», pero juzgo la falta de variedad en las misiones y la falta de conclusión de algunos hilos argumentales. Christian Donlan de Eurogamer otorgó al DLC una puntuación de siete sobre diez, y afirmó que Harley Quinn funcionaba tan bien como el Joker como eje narrativo. Donlan dijo que Robin era «muy divertido de jugar», pero reprochó por no ofrecer nada que no estuviera presente en el principal. Stephen Totilo de Kotaku se mostró crítico, afirmar que disminuía sus ganas de volver a jugar al título principal y describiéndolo como «un postre tan delicioso como un pastel envenenado del Joker en la cara». Totilo dijo que presentaba un viaje sin emoción, inconcluso, compuesto de material no utilizado del principal.

### Ventas
Arkham City es uno de los juegos que más rápido se han vendido en la historia. En todo el mundo, se vendieron dos millones de unidades en su primera semana de aproximadamente 4,6 millones enviadas, en comparación con los 4,3 millones de unidades vendidas de Arkham Asylum en todo su estreno. El 8 de febrero de 2012, se anunció que se habían enviado más de seis millones de unidades desde su lanzamiento.
Durante la primera semana de ventas en el Reino Unido, Batman: Arkham City se convirtió en la entrega número uno en ventas en todos los formatos disponibles, sustituyendo a FIFA 12 en el primer puesto de las listas para PlayStation 3, Xbox 360, y todos los formatos de títulos. Se convirtió en el cuarto mayor lanzamiento de 2011 tras FIFA 12, Gears of War 3 y L.A. Noire. Se convirtió en el mayor estreno en el Reino Unido en la historia de Warner Bros, duplicar las ventas de la primera semana de  Arkham Asylum. Ha sido el décimo más vendido de 2011 con aproximadamente diez semanas a la venta, y el 34º más vendido de 2012.
Según NPD Group, Batman: Arkham City ha sido el segundo más vendido en Estados Unidos en octubre de 2011, con 1,5 millones de copias en todos los formatos disponibles, y el décimo más vendido en noviembre, y el séptimo más vendido en total en 2011. El servicio de alquiler GameFly anunció que era el juego más solicitado de 2011, superar a Call of Duty: Modern Warfare 3.

### Galardones
Batman: Arkham City ganó múltiples premios en los Spike Video Game Awards 2011, entre ellos: Personaje del Año (Joker), Mejor Juego para Xbox 360, Mejor de Acción y Aventura, y Mejor Videojuego Adaptado; y recibió nominaciones a: Mejor Banda Sonora Original, Mejores Gráficos, Mejor Interpretación Femenina (Tara Strong), Mejor Interpretación Masculina (Mark Hamill), Tráiler del Año (Hugo Strange Reveal Trailer), Estudio del Año (Rocksteady) y Juego del Año. Durante la 15.ª edición de los premios anuales Interactive Achievement Awards de la Academy of Interactive Arts & Sciences —ahora conocidos como los D.I.C.E. Awards—, Arkham City estuvo galardonado con el premio al título de aventuras del año; también recibió nominaciones al Juego del Año y a los mejores logros en animación, dirección artística, ingeniería y dirección.
En los premios de la Academia Británica de Cine y Televisión (BAFTA) de 2012 se alzó con dos galardones: al intérprete (Mark Hamill) y a la entrega de acción, y recibir nominaciones para: Logro Artístico; Logro de Audio; Mejor Juego; Diseño; Música Original; Historia; y el Premio GAME de 2011 votado por el público. Paul Crocker, Paul Dini y Sefton Hill estuvieron designaciones al premio de Guion de Videojuegos por el Sindicato de Guionistas de Estados Unidos, y Crocker ganaron el premio al Mejor Guion del Gremio de Escritores de Gran Bretaña. La Academia Nacional de Críticos de Videojuegos lo premió en las categorías de Diseño de control e Iluminación/Textura. También ha sido galardonado con el premio al mejor de acción y aventura en la 16ª edición de los Satellite Awards. En los Develop Awards 2012 ganó en la categoría Uso de una licencia y la International 3D Society lo premió en la categoría de Videojuego 3D — PC. En la 5ª edición de los premios Cody, ganó en la categoría de mejor título con licencia y estuvo nominado en otras categorías (Juego del Año, Estudio del Año, Mejor de Acción-Aventura, Mejores Gráficos).
The Daily Telegraph le concedió el premio a la mejor banda sonora original (Nick Arundel) y al mejor entrega del año: «como videojuego, es una obra magnífica, pero también brilla como un fragmento único y amorosamente elaborado de la ficción de Batman». El periódico también lo seleccionó a: Mejor director (Sefton Hill); Mejor interpretación (Mark Hamill y Nolan North); y Mejor desarrollador (Rocksteady Studios). Fue nominado a Juego del Año y Mejor Diseño en los Game Developers Choice Awards, y el premio Game Audio Network Guild a la música del año, al mejor álbum de banda sonora, a la mejor mezcla de audio y a la mejor voz original coral por el tema «Main Theme». Ha sido nombrado Mejor título de Acción/Aventura y Mejor en General de 2011 como parte de los premios Yahoo! Games Game of the Year 2011. Batman: Arkham City recibió varios honores de GameTrailers, entre ellos el de mejor del año para Xbox 360, mejor para PC de 2011 y mejor de acción y aventura. También ganó el galardón al mejor de acción y aventura en los Golden Joystick Awards de 2012 y estuvo designado al mejor momento por el final, al mejor contenido descargable por «Harley Quinn's Revenge» y al mejor título del año. Estuvo nominado a Juego de la Década en los Spike Video Game Awards de 2012.
Según Metacritic, la versión para PlayStation 3 fue la mejor valorada de 2011; y en todos los formatos, empató con el juego de rol The Elder Scrolls V: Skyrim como el mejor valorado de 2011. También empató a Arkham City como el sexto mejor valorado de la historia. Batman: Arkham City apareció en varias listas de los mejores videojuegos de 2011, entre ellas estas: número uno por E! Online, y CNET, número dos de Gamasutra, CNN, y Slant Magazine; número tres de Digital Spy, Joystiq, VentureBeat, Wired; número cinco de Associated Press, y Time; y el número diez del Daily Mirror.
Varios sitios web y revistas internacionales etiquetaron Arkham City como su juego favorito del año y como su Juego de Acción/Aventura favorito. GameSpot lo etiquetó como el Mejor de Acción/Aventura dentro de su serie Lo Mejor de 2011, Game Informer lo nombró mejor de acción/aventura de 2011 en su número de febrero de 2012, y destacó puntos específicos, como colocar a Batman en el número uno de su lista de los diez mejores héroes, y la lucha contra el jefe Mr. Freeze en el número cuatro de su lista de los diez mejores momentos de los videojuegos. Siempre Game Informer etiquetó como Mejor de Aventura en sus Premios a lo Mejor del E3 2011. PlayStation Official Magazine – UK situó Batman: Arkham City en el puesto número dos de los títulos del año. IGN lo etiquetó como mejor de acción para PC y como mejor de acción en general de 2011, y  ganó los premios People's Choice al mejor de acción para Xbox 360 y a la mejor historia para la consola. En los Premios Juego del Año 2011 de Official Xbox Magazine, esuvo galardonado como Mejor de Acción y Aventura y quedó finalista en las categorías Mejor Historia y Mejor Actuación de Voz. DieHard GameFan premió como Mejor Entrega de Acción y Juego del Año. Los BTVA Voice Acting Awards lo premiaron en las categorías de Mejor Interpretación Vocal Masculina (Mark Hamill) y Mejor Conjunto Vocal. También ganó en la categoría de Mejor Animación Interactiva en los Premios Pulcinella. También conseguior en dos categorías en los X-Play Awards 2011. 1UP.com situó el tema principal en el número seis de su «Top 10 de canciones temáticas de 2011».
En enero de 2012, Eurogamer lo catalogó como el tercer mejor de 2012. En noviembre de 2012, Time lo nombró uno de los 100 mejores videojuegos de todos los tiempos y dijo: «Es difícil imaginar un juego de superhéroes mejor que Batman: Arkham City. También es difícil imaginar uno mejor en general». También en noviembre, Entertainment Weekly lo citó uno de los diez mejores de la pasada década (2002-2012) y dijo: «estamos ante la aventura de superhéroes definitiva de la década». En 2013, Game Informer lo llamó el mejor título de superhéroes de todos los tiempos, y GamingBolt lo incluyó en el número 62 de su lista de los 100 mejores de la historia. En 2014, Empire lo situó en el número doce de su lista de los 100 mejores de todos los tiempos, por delante de Arkham Asylum, en el número 28. PC Gamer lo designó el 68º mejor de PC, e IGN lo nombró el 24º mejor para PC de la década anterior, y el 16º mejor de la actual generación de consolas contemporánea.  En 2019, IGN lo catalogó como el 54º mejor videojuego de todos los tiempos. Metacritic, The Hollywood Reporter, Forbes e IGN sitúan entre los mejores de la década 2010-2019.
| Año  | Otorgar                                                   | Categoría                                             | Destinatario                                                                                   | Resultado | Ref.                    |
| ---- | --------------------------------------------------------- | ----------------------------------------------------- | ---------------------------------------------------------------------------------------------- | --------- | ----------------------- |
| 2011 | Game Critics Awards                                       | Lo mejor del espectáculo                              | Batman: Arkham City                                                                            | Nominado  | [ 271 ]                 |
| 2011 | Game Critics Awards                                       | Mejor juego de acción/aventura                        | Batman: Arkham City                                                                            | Nominado  | [ 271 ]                 |
| 2011 | Game Critics Awards                                       | Mejor juego de consola                                | Batman: Arkham City                                                                            | Nominado  | [ 271 ]                 |
| 2011 | Spike Video Game Awards                                   | Mejor juego de acción y aventuras                     | Batman: Arkham City                                                                            | Ganador   | [ 187 ] [ 188 ]         |
| 2011 | Spike Video Game Awards                                   | Mejor videojuego adaptado                             | Batman: Arkham City                                                                            | Ganador   | [ 187 ] [ 188 ]         |
| 2011 | Spike Video Game Awards                                   | Mejores gráficos                                      | Batman: Arkham City                                                                            | Nominado  | [ 187 ] [ 188 ]         |
| 2011 | Spike Video Game Awards                                   | Mejor puntaje original                                | Batman: Arkham City                                                                            | Nominado  | [ 187 ] [ 188 ]         |
| 2011 | Spike Video Game Awards                                   | Mejor interpretación de una mujer humana              | Tara Strong (por Harley Quinn)                                                                 | Nominado  | [ 187 ] [ 188 ]         |
| 2011 | Spike Video Game Awards                                   | Mejor actuación de un hombre humano                   | Mark Hamill (por Joker)                                                                        | Nominado  | [ 187 ] [ 188 ]         |
| 2011 | Spike Video Game Awards                                   | Estudio del año                                       | Rocksteady Studios                                                                             | Nominado  | [ 187 ] [ 188 ]         |
| 2011 | Spike Video Game Awards                                   | Mejor juego de Xbox 360                               | Batman: Arkham City                                                                            | Ganador   | [ 187 ] [ 188 ]         |
| 2011 | Spike Video Game Awards                                   | Personaje del año                                     | Joker                                                                                          | Ganador   | [ 187 ] [ 188 ]         |
| 2011 | Spike Video Game Awards                                   | Juego del año                                         | Batman: Arkham City                                                                            | Nominado  | [ 187 ] [ 188 ]         |
| 2011 | Spike Video Game Awards                                   | Tráiler del año                                       | Tráiler de revelación de Hugo Strange                                                          | Nominado  | [ 187 ] [ 188 ]         |
| 2011 | Premios Satellite                                         | Excelente juego de acción/aventura                    | Batman: Arkham City                                                                            | Ganador   | [ 272 ]                 |
| 2011 | Academia Nacional de Revisores Comerciales de Videojuegos | Juego del año                                         | Batman: Arkham City                                                                            | Nominado  | [ 272 ]                 |
| 2011 | Academia Nacional de Revisores Comerciales de Videojuegos | Diseño de controles, 3D                               | Batman: Arkham City                                                                            | Ganador   | [ 272 ]                 |
| 2011 | Academia Nacional de Revisores Comerciales de Videojuegos | Diseño de juegos, Franquicia                          | Batman: Arkham City                                                                            | Nominado  | [ 272 ]                 |
| 2011 | Academia Nacional de Revisores Comerciales de Videojuegos | Iluminación/Texturización                             | Batman: Arkham City                                                                            | Ganador   | [ 272 ]                 |
| 2011 | Academia Nacional de Revisores Comerciales de Videojuegos | Juego Secuela Acción                                  | Batman: Arkham City                                                                            | Nominado  | [ 272 ]                 |
| 2011 | Premios BTVA a la actuación de voz                        | Mejor interpretación vocal masculina en un videojuego | Corey Burton como Hugo Strange                                                                 | Nominado  | [ 273 ]                 |
| 2011 | Premios BTVA a la actuación de voz                        | Mejor interpretación vocal masculina en un videojuego | Mark Hamill como Joker                                                                         | Nominado  | [ 273 ]                 |
| 2011 | Premios BTVA a la actuación de voz                        | Mejor interpretación vocal femenina en un videojuego  | Gray DeLisle-Griffin como Catwoman / Selina Kyle                                               | Nominado  | [ 273 ]                 |
| 2011 | Premios BTVA a la actuación de voz                        | Mejor interpretación vocal femenina en un videojuego  | Tara Strong como Harley Quinn / Harleen Quinzel                                                | Nominado  | [ 273 ]                 |
| 2011 | Premios BTVA a la actuación de voz                        | Mejor conjunto vocal en un videojuego                 | Batman: Arkham City                                                                            | Ganador   | [ 273 ]                 |
| 2012 | 15.º Premio Anual a los Logros Interactivos               | Juego del año                                         | Batman: Arkham City                                                                            | Nominado  | [ 190 ] [ 191 ] [ 189 ] |
| 2012 | 15.º Premio Anual a los Logros Interactivos               | Juego de aventuras del año                            | Batman: Arkham City                                                                            | Ganador   | [ 190 ] [ 191 ] [ 189 ] |
| 2012 | 15.º Premio Anual a los Logros Interactivos               | Logro destacado en animación                          | Batman: Arkham City                                                                            | Nominado  | [ 190 ] [ 191 ] [ 189 ] |
| 2012 | 15.º Premio Anual a los Logros Interactivos               | Logro destacado en dirección de arte                  | Batman: Arkham City                                                                            | Nominado  | [ 190 ] [ 191 ] [ 189 ] |
| 2012 | 15.º Premio Anual a los Logros Interactivos               | Logro destacado en la dirección del juego             | Batman: Arkham City                                                                            | Nominado  | [ 190 ] [ 191 ] [ 189 ] |
| 2012 | 15.º Premio Anual a los Logros Interactivos               | Logro destacado en ingeniería de juego                | Batman: Arkham City                                                                            | Nominado  | [ 190 ] [ 191 ] [ 189 ] |
| 2012 | Sindicato de Guionistas de Estados Unidos                 | Escritura de videojuegos                              | Paul Crocker (diseñador narrativo principal); Paul Dini, Paul Crocker y Sefton Hill (Historia) | Nominado  | [ 194 ] [ 195 ]         |
| 2012 | Develop Awards 2012                                       | Uso de una licencia                                   | Batman: Arkham City                                                                            | Ganador   | [ 199 ]                 |
| 2012 | Sociedad Internacional 3D                                 | Videojuego 3D – PC                                    | Batman: Arkham City                                                                            | Ganador   | [ 200 ]                 |
| 2012 | Game Developers Choice Awards                             | Mejor diseño de juego                                 | Batman: Arkham City                                                                            | Nominado  | [ 178 ]                 |
| 2012 | Game Developers Choice Awards                             | Juego del año                                         | Batman: Arkham City                                                                            | Nominado  | [ 178 ]                 |
| 2012 | Gremio de redes de audio de juegos                        | Mejor mezcla de audio                                 | Batman: Arkham City                                                                            | Nominado  | [ 207 ]                 |
| 2012 | Gremio de redes de audio de juegos                        | Mejor Voz Original – Coral                            | «Tema principal»                                                                               | Nominado  | [ 207 ]                 |
| 2012 | Gremio de redes de audio de juegos                        | Mejor álbum de banda sonora                           | Batman: Arkham City                                                                            | Nominado  | [ 207 ]                 |
| 2012 | Gremio de redes de audio de juegos                        | Música del año                                        | Batman: Arkham City                                                                            | Nominado  | [ 207 ]                 |
| 2012 | Premios BAFTA de Videojuegos                              | Juego de acción                                       | Batman: Arkham City                                                                            | Ganador   | [ 193 ] [ 192 ]         |
| 2012 | Premios BAFTA de Videojuegos                              | Logro artístico                                       | Batman: Arkham City                                                                            | Nominado  | [ 193 ] [ 192 ]         |
| 2012 | Premios BAFTA de Videojuegos                              | Logro de audio                                        | Batman: Arkham City                                                                            | Nominado  | [ 193 ] [ 192 ]         |
| 2012 | Premios BAFTA de Videojuegos                              | El mejor juego                                        | Batman: Arkham City                                                                            | Nominado  | [ 193 ] [ 192 ]         |
| 2012 | Premios BAFTA de Videojuegos                              | Diseño                                                | Batman: Arkham City                                                                            | Nominado  | [ 193 ] [ 192 ]         |
| 2012 | Premios BAFTA de Videojuegos                              | GAME Award de 2011                                    | Batman: Arkham City                                                                            | Nominado  | [ 193 ] [ 192 ]         |
| 2012 | Premios BAFTA de Videojuegos                              | Música Original                                       | Batman: Arkham City                                                                            | Nominado  | [ 193 ] [ 192 ]         |
| 2012 | Premios BAFTA de Videojuegos                              | Ejecutante                                            | Mark Hamill (por Joker)                                                                        | Ganador   | [ 193 ] [ 192 ]         |
| 2012 | Premios BAFTA de Videojuegos                              | Historia                                              | Batman: Arkham City                                                                            | Nominado  | [ 193 ] [ 192 ]         |
| 2012 | Premios Golden Joystick                                   | Mejor acción y aventura                               | Batman: Arkham City                                                                            | Ganador   | [ 211 ] [ 212 ]         |
| 2012 | Premios Golden Joystick                                   | Mejor contenido descargable                           | Batman: Arkham City por «Harley Quinn's Revenge» (Tercer Lugar)                                | Nominado  | [ 211 ] [ 212 ]         |
| 2012 | Premios Golden Joystick                                   | El último juego del año del Golden Joystick           | Batman: Arkham City                                                                            | Nominado  | [ 211 ] [ 212 ]         |
| 2012 | Premios Golden Joystick                                   | Momento superior del juego                            | Batman: Arkham City para el final                                                              | Nominado  | [ 211 ] [ 212 ]         |
| 2012 | Spike Video Game Awards                                   | Juego de la década                                    | Batman: Arkham City                                                                            | Nominado  | [ 213 ]                 |
| 2012 | Gremio de Escritores de Gran Bretaña                      | Mejor guion de videojuego                             | Paul Crocker                                                                                   | Ganador   | [ 196 ]                 |
| 2012 | Premios Pulcinella                                        | Mejor animación interactiva                           | Batman: Arkham City                                                                            | Nominado  | [ 253 ] [ 274 ]         |

### Problemas técnicos
Durante la semana de lanzamiento, se detectaron problemas en el contenido restringido por código. Algunos clientes descubrieron que le faltaba en su copia, lo que les impedía obtener las misiones de la historia de Catwoman. El problema estuvo notificado por consumidores de Canadá, Estados Unidos y Reino Unido. Warner Bros. emitió un comunicado en el que afirmaba que los que faltaban habían afectado a menos del 0,5 %. Tras su estreno en el Reino Unido, un problema técnico hizo que el juego fuera injugable para algunos usuarios, arrancándoles con un mensaje de error de que el «contenido descargable está corrupto». La responsable de la comunidad europea de Rocksteady, Sarah Wellock, afirmó que residía en los sistemas en línea PlayStation Network y Xbox Live.
A principios de noviembre de 2011, Rocksteady confirmó que estaba investigar los informes de numerosos usuarios de que los archivos de guardado de la versión Xbox 360 se borraban sin avisar, lo que provocaba que los jugadores perdieran su progreso y no pudieran completarlo. En el momento del lanzamiento, surgieron problemas de rendimiento en la versión para PC cuando se activaron las funciones de DirectX 11. El desarrollador reconoció el inconveniente y recomendó ejecutarlo con DirectX 9 hasta que se publicara una actualización del título para solucionar este problema.

## Secuelas
Batman: Arkham Origins, el sucesor de Arkham City, se anunció en abril de 2013. Esta desarrollado por WB Games Montréal para PlayStation 3, Wii U, Windows y Xbox 360, y salió a la venta el 25 de octubre de 2013. Ambientado varios años antes de los acontecimientos de Arkham Asylum, Arkham Origins sigue a un Batman más joven y menos experimentado en Nochebuena en las calles de Gotham City mientras se enfrenta a ocho asesinos mortales. Armature Studios produjo otro título, Batman: Arkham Origins Blackgate, para Nintendo 3DS y PlayStation Vita, que salió a la venta el mismo día. Dini declaró que no participaría en la escritura de una secuela. No se le había incluido en la escritura de ninguno de los DLC de Arkham City, incluido el DLC basado en la historia «Harley Quinn's Revenge», y dijo que Warner Bros. y Rocksteady le sugirieron que aceptara trabajar en otro sitio si se lo ofrecían.
Batman: Arkham Knight, el sucesor de Arkham Origins, se reveló en marzo de 2014. Desarrollado por Rocksteady para PlayStation 4, Windows y Xbox One, se lanzó el 23 de junio de 2015. Arkham Knight se sitúa nueve meses después de los acontecimientos de Arkham City y sigue a Batman mientras se enfrenta a un asalto a Gotham City por parte del Espantapájaros y su aliado, el Caballero de Arkham.